# لقطات حفل تنصيب الرئيس ماكينلي
لقطات حفل تنصيب الرئيس ماكينلي هي الاسم الذي يطلق على فيلمين وثائقيين قصيرين مختلفين تم دمجهما كفيلم واحد. عنوان الفيلم الأول هو الرئيس ماكينلي الذي يؤدي القسم وعنوان الفيلم الثاني هو الرئيس ماكينلي ومرافقة يذهبان إلى مبنى الكونغرس. يظهر الاثنان وصول الرئيس ويليام ماكينلي إلى مبنى الكابيتول بالولايات المتحدة من أجل أداء اليمين الدستورية لرئيس الولايات المتحدة كجزء من تنصيبه الثاني في 4 مارس 1901.
تم إنتاج كلا الفلميين عام 1901 بواسطة شركة اديسون للتصنيع، وفي عام 2000 اعتبرت مكتبة الكونغرس بالولايات المتحدة الفلميين "مهمين ثقافيًا" واختارتهما للحفظ في السجل الوطني للأفلام.

## روابط خارجية
- board/documents/mckinley.pdf مقال تنصيب الرئيس ماكينلي من قبل تشارلز "باكاي" غريم في "سجل الوطني للأفلام
- President McKinley Taking the Oath, Library of Congress
- President McKinley and Escort Going to the Capitol, Library of Congress
- President McKinley Taking the Oath  في قاعدة بيانات الأفلام على الإنترنت (بالإنجليزية)
- President McKinley and Escort Going to the Capitol  في قاعدة بيانات الأفلام على الإنترنت (بالإنجليزية)